# Linha 9 do Trem Metropolitano de São Paulo
A Linha 9–Esmeralda é uma linha de trens metropolitanos operada pela ViaMobilidade, que compreende o trecho entre as estações Osasco ↔ Varginha. Foi criada sobre o antigo Ramal de Jurubatuba da Estrada de Ferro Sorocabana, posteriormente a Linha Sul da Fepasa. Até outubro de 2007, chamava-se Linha C–Celeste, mudando depois o nome para Linha C–Esmeralda, nome que conservou até março de 2008.
Antes operada pela Companhia Paulista de Trens Metropolitanos (CPTM), em 20 de abril de 2021 foi concedida para o consórcio ViaMobilidade, composto pelas empresas CCR (atual Motiva) e RUASinvest, com a concessão para operar a linha por trinta anos. O contrato de concessão foi assinado e a transferência da linha foi concluída em 27 de janeiro de 2022.

## Histórico

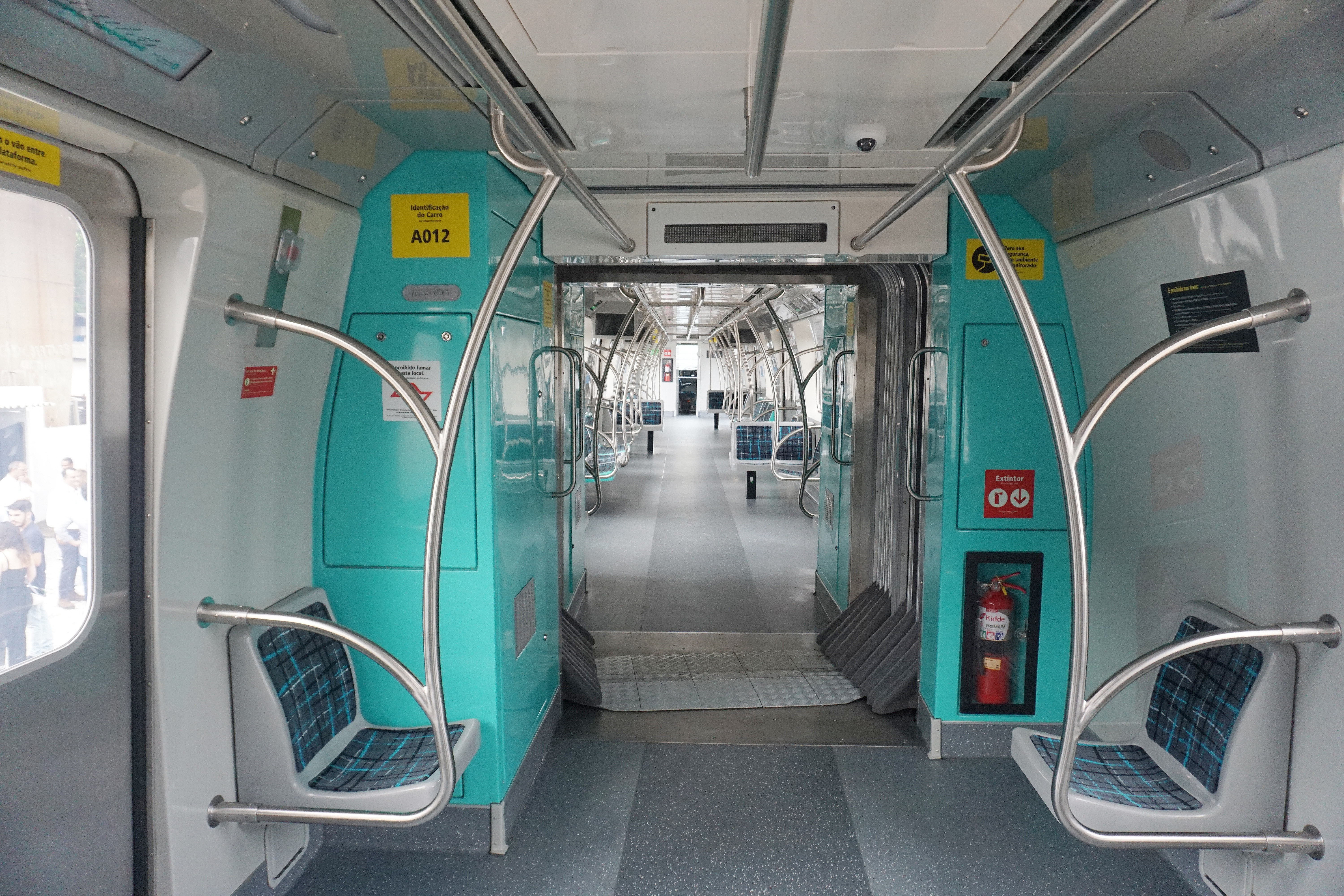
Interior de uma composição A01 (8900)

A linha 9 estende-se por cerca de 39,1 quilômetros de Osasco a Varginha, passando por 21 estações. Faz a ligação da região sul do município de São Paulo (distrito do Grajaú) com o município de Osasco, percorrendo quase toda a extensão da marginal do rio Pinheiros.
A linha foi inaugurada, já eletrificada, em 1957 pela Estrada de Ferro Sorocabana como forma de encurtar a distância entre o centro da capital e a descida da serra feita pela linha Mairinque-Santos daquela ferrovia. Os serviços de subúrbio se iniciaram na mesma época, partindo da estação Júlio Prestes e atingindo, em algumas épocas, a longínqua estação Evangelista de Souza, no extremo sul do município de São Paulo, quase à beira da Serra do Mar. Os trens circulavam em via única de bitola métrica e a maioria de suas estações não passavam de estruturas precárias.
Em 1971 foi incorporada à Fepasa, que passou a chamá-la de Linha Sul. No final da década, a Fepasa interrompeu os serviços suburbanos para a duplicação da via e o alargamento da bitola para 1,60 metro. Em 1981, os serviços foram reinaugurados, agora partindo de Osasco até Pinheiros, atingindo novamente a estação Jurubatuba a partir de 1987. 
Em 1992, foi inaugurada uma extensão operacional de Jurubatuba até Varginha, que circulou até 2001. Este trecho ainda utilizava os trilhos em bitola métrica originais da Sorocabana, mantido pela Fepasa.
A partir de 1996, a linha passou a ser administrada pela Companhia Paulista de Trens Metropolitanos (CPTM), sendo a Linha C-Celeste. Baseado em projeto originado ainda sob a administração da FEPASA, denominado "Dinamização da Linha Sul", a CPTM, em 1998, iniciou a reestruturação da linha, construindo mais sete estações, seis delas entre a longa distância existente entre Pinheiros e Santo Amaro, caracterizando-a com o padrão de metrô de superfície. Planejava-se então incorporá-la efetivamente à malha metroviária, passando a ser a Linha 9.

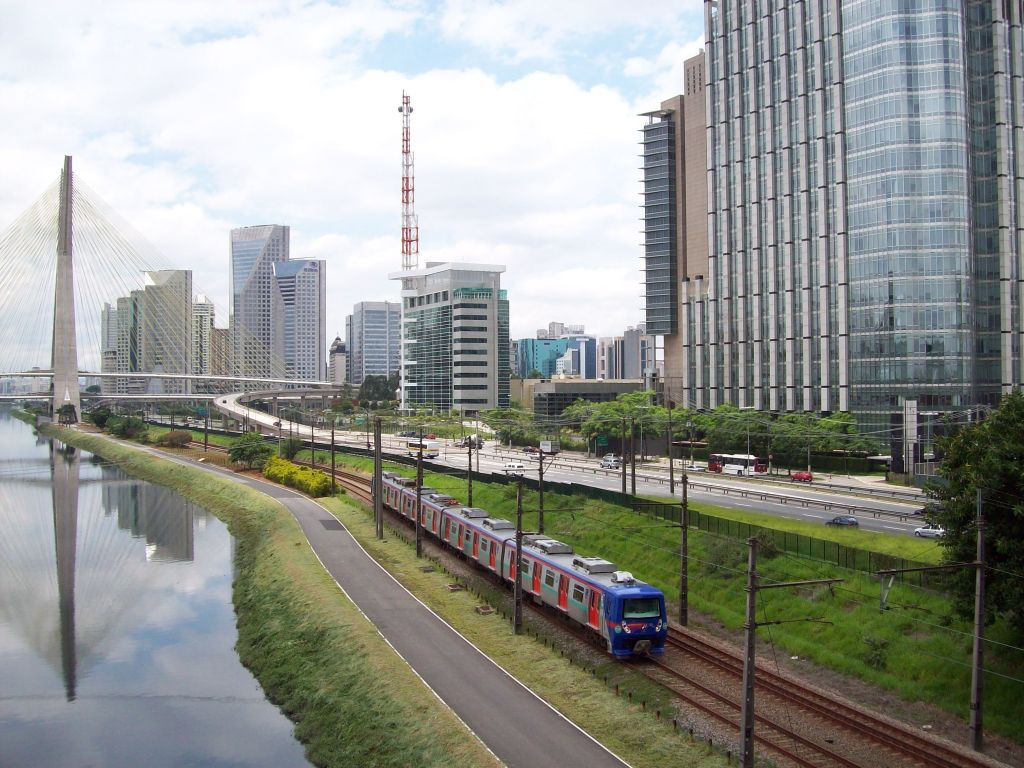
Trem passando pelos bairros Vila Cordeiro e Brooklin

Desde outubro de 2007, a linha passou a se chamar "Linha Esmeralda" por decreto do governador José Serra, ao ser entregue juntamente com a Estação Autódromo, e passou a ser administrada de maneira conjunta pelo Metrô e pela CPTM.

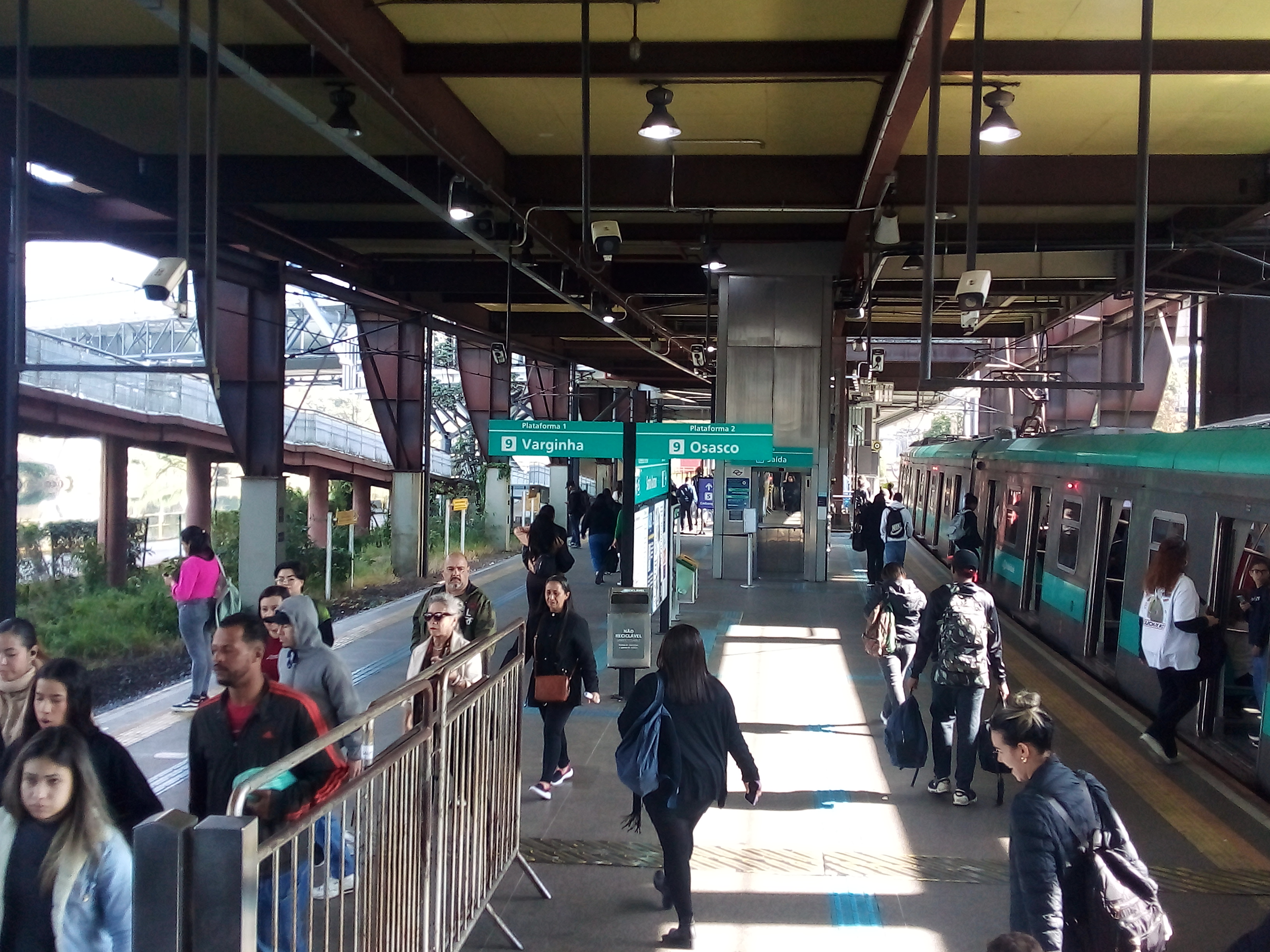
Estação Santo Amaro

Em 21 de abril de 2008, como parte do projeto de expansão da linha Esmeralda para o extremo sul da capital paulista, foram inauguradas a estação Primavera-Interlagos e a estação Grajaú, além de mais 8,5 km de vias novas, reaproveitando o leito da antiga Linha Sul da Fepasa. A estação Grajaú conta com um terminal de ônibus integrado, construído simultaneamente pela prefeitura.
A linha recebeu doze trens novos de quatro carros cada, que estão em operação desde novembro de 2008. Entre 2010 e 2011, recebeu mais trens de oito carros cada (dezesseis de quatro carros), devido à previsão de um grande aumento na demanda com a inauguração da Linha 4 do Metropolitano de São Paulo e a integração entre as duas linhas na Estação Pinheiros, aberta em junho de 2011.
Em 2013, a CPTM começou a construção de mais duas estações, a Mendes–Vila Natal e a Estação Varginha, além de mais 4,5 quilômetros de vias novas em direção ao extremo sul. Após a inauguração da nova Estação Varginha, o novo trecho alcançou na totalidade o trajeto da antiga extensão operacional até Varginha, iniciada em 1992 pela Fepasa, pelos trilhos originais da Sorocabana.

## Extensão Varginha
O governador de São Paulo, Geraldo Alckmin, anunciou em 29 de junho de 2011 a compra de mais oito trens até 2012. Alckmin também declarou que estavam sendo licitadas mais duas estações da Linha Esmeralda: Mendes–Vila Natal e Varginha. "A Linha 9 vai receber ainda neste ano mais quatro trens, que são 32 carros, e no ano que vem mais quatro. São oito trens no total, que são 64 carros a mais. E a linha ganhará mais duas estações e seis quilômetros a mais de ferrovias. Estamos licitando agora o projeto executivo, e a obra começará no ano que vem. Então teremos as estações Mendes e Varginha", declarou. Na sequência, o trecho Grajaú - Varginha entrou em obras de construção, com previsão inicial de entrega para 2017, mais tarde revista para 2018.
Houve ainda um pedido de expansão dos trens da então CPTM até o bairro de Parelheiros, sendo que o governo estadual chegou a procurar um estudo de viabilidade de extensão e operação da Linha 9 até o bairro em 2013. Porém tal projeto foi engavetado, devido à região estar inserida em área de proteção aos mananciais e pela baixa densidade populacional da região, o que não justificaria um transporte de massa de tamanha capacidade, ao contrário da observada nos bairros atendidos pela linha atualmente.

## Extensão Barra Funda

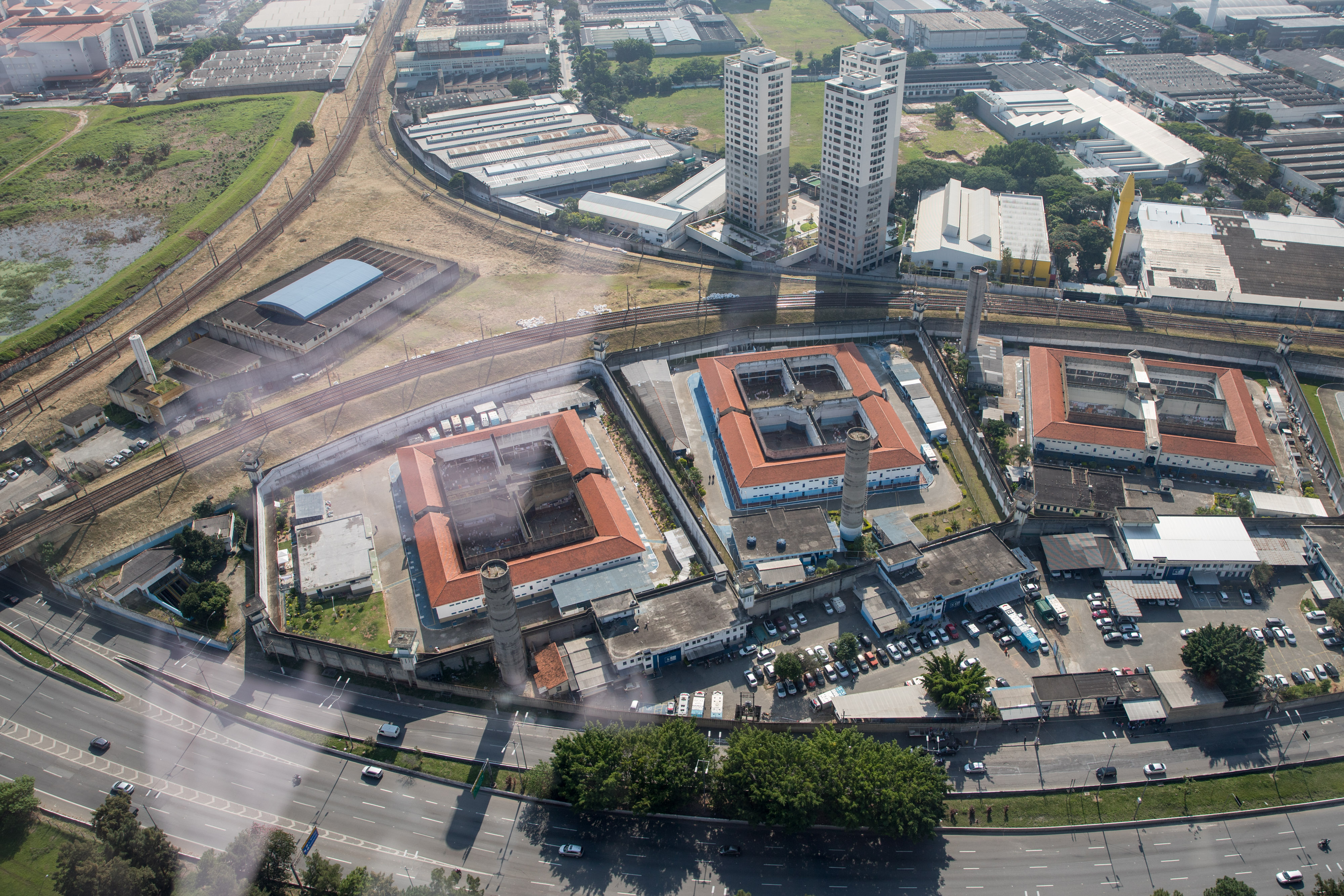
Trecho de conexão entre as Linhas 8 e 9 do Trem Metropolitano de São Paulo

A CPTM estudou a possibilidade de criar uma extensão da Linha 9 para a estação Lapa, incluindo paradas em Imperatriz Leopoldina e Domingos de Moraes. Posteriormente o projeto foi ampliado até Água Branca.
Após um hiato de dez anos a concessionária ViaMobilidade retomou o projeto de expansão Nordeste, desta vez com terminal na estação Barra Funda. Para viabilizar o projeto, está sendo projetado pela empresa Setec Hidrobrasileira um viaduto ferroviário para ligar as Linhas 8 e 9. Em janeiro de 2025 o Governo do Estado de São Paulo e a ViaMobilidade anunciaram o projeto do viaduto, ao custo de 480 milhões de reais e previsão de conclusão de 36 meses.
Em maio de 2025 foi anunciada a inclusão da estação Água Branca no projeto de expansão da Linha 9.
| Linha 9 — Expansão Barra Funda | Linha 9 — Expansão Barra Funda | Linha 9 — Expansão Barra Funda |
| Trecho                         | Extensão                       | Estações |
| ------------------------------ | ------------------------------ | --- |
| Ceasa–Barra Funda              | n/d                            | 5 - Palmeiras-Barra Funda (Integração com as linhas 3-Vermelha, 7-Rubi, 8-Diamante, 11-Coral e 13-Jade (Expresso Aeroporto)) - Água Branca (Integração com as linhas 3-Vermelha, 6-Laranja, 7-Rubi e 8-Diamante) - Lapa (Integração com a Linha 8-Diamante) - Domingos de Moraes (Integração com a Linha 8-Diamante) - Imperatriz Leopoldina (Integração com a Linha 8-Diamante) |

## Extensão Barueri
Projetada pela CPTM desde 2010, a extensão da Linha 9 até Barueri era parte do projeto Expresso Oeste-Sul (Barueri-Pinheiros). Com 20, 8 quilômetros e 4 estações (Barueri, Carapicuíba, Osasco e Pinheiros), o Expresso Oeste-Sul tinha previsão de transportar até 154 mil passageiros por dia em 20 minutos de trajeto. O projeto foi abandonado após a Crise econômica brasileira de 2014.
O projeto foi retomado pela concessionária ViaMobilidade, através da assinatura de aditivo contratual com o Governo do Estado de São Paulo para a implantação da sinalização ETCS nas Linhas 8 e 9.

## Percurso
A linha tem seu início localizado no entroncamento com a Linha 8-Diamante no município de Osasco, onde possui duas estações: Osasco e Presidente Altino. Daí em diante, as demais estações estão na capital paulista.
Após a ponte Nova Fepasa sobre a Marginal Pinheiros e o Rio Pinheiros, a linha margeia o rio praticamente em todo o seu percurso (de Ceasa até Santo Amaro), e o Rio Jurubatuba (entre Santo Amaro e Jurubatuba), afastando-se dele a partir do momento em que realiza o contorno ao lado do Aterro Sanitário Piratininga para acessar a ponte que atravessa o Rio Jurubatuba. Durante esse trajeto (de Ceasa até Jurubatuba - Senac), a linha percorre em volta do entreposto de alimentos CEAGESP, da Cidade Universitária, onde fica a sede do campus principal da Universidade de São Paulo (USP), de importantes centros financeiros da cidade, como o bairro da Vila Olímpia, a Avenida Engenheiro Luís Carlos Berrini, ambos no distrito de Itaim Bibi, e outros importantes escritórios nas proximidades da ponte João Dias, em Santo Amaro. Além dos centros financeiros, a linha percorre próxima de importantes shopping centers, como os shoppings Eldorado, Vila Olímpia, JK Iguatemi, Market Place, Morumbi, Paseo Alto das Nações, Parque da Cidade, Fiesta, SP Market, entre outros. Além dos shoppings, a linha percorre em volta de dois centros de eventos localizados em Santo Amaro, o Transamerica Expo Center e o Vibra São Paulo (antigo "Credicard Hall").
Após cruzar o rio, a linha prossegue em direção ao sul pelo antigo leito da ferrovia que chegava até o litoral de São Paulo, via Estação Evangelista de Souza. Neste trecho, a linha atinge o distrito do Grajaú, onde se localiza a estação de mesmo nome conjugada ao Terminal Intermodal Grajaú e a última estação da linha atualmente: Varginha, ao sul do Grajaú. Nesse trajeto (após Jurubatuba - Senac), a linha percorre nas proximidades do Autódromo José Carlos Pace (popularmente conhecido como "Autódromo de Interlagos") e de centros de lazer como o Parque Guanhembu e o Sesc Interlagos, todos (incluindo o autódromo) localizados no distrito de Cidade Dutra. 

## Características
|                                        | Osasco ↔ Varginha        |
| -------------------------------------- | ------------------------ |
|                                        |                          |
| Extensão                               | 39,1 km                  |
| Média de passageiros transportados/dia | 613 000                  |
| Intervalo entre trens (pico)           | 6 min                    |
| Quantidade de estações                 | 21                       |
| Trens (hora pico)                      | 20 (4 trens extras) = 24 |
| Tempo de percurso                      | 53 min (aproximadamente) |
| Distância média entre estações         | 1 929 m                  |
| Oferta de lugares no pico              | 9 345                    |
| Velocidade média operacional           | 36 km/h                  |
| Passagens em nível                     | 0                        |

## Estações

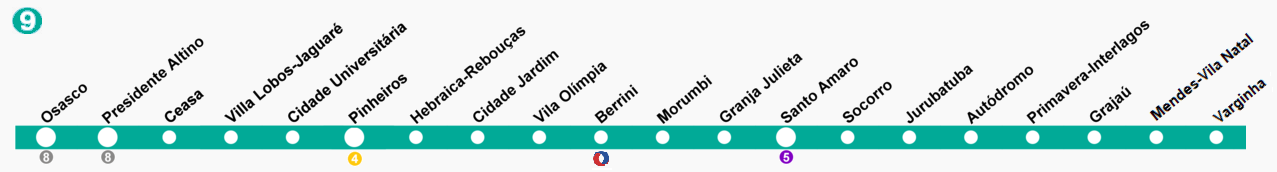
Mapa da linha 9 esmeralda

Mapa da linha antes da concessão

| Sigla | Estação                       | Município | Observações                                                                              | MDU (09/2024) |
| ----- | ----------------------------- | --------- | ---------------------------------------------------------------------------------------- | ------------- |
| OSA   | Osasco                        | Osasco    | Integração gratuita com a Linha 8-Diamante Acesso ao Terminal Rodoviário de Osasco       | 15 890        |
| PAL   | Presidente Altino             | Osasco    | Integração gratuita com a Linha 8-Diamante                                               | 3 280         |
| CEA   | Ceasa                         | São Paulo |                                                                                          | 5 590         |
| JAG   | Vila Lobos–Jaguaré            | São Paulo |                                                                                          | 12 080        |
| USP   | Cidade Universitária          | São Paulo |                                                                                          | 6 610         |
| PIN   | Pinheiros                     | São Paulo | Integração gratuita com a Linha 4-Amarela Alguns trens têm esta estação como ponto final | 104 980       |
| HBR   | Hebraica–Rebouças             | São Paulo |                                                                                          | 8 530         |
| CJD   | Cidade Jardim                 | São Paulo |                                                                                          | 14 140        |
| VOL   | Vila Olímpia                  | São Paulo |                                                                                          | 29 160        |
| BRR   | Berrini                       | São Paulo | Integração com o corredor de ônibus Diadema–Morumbi, da EMTU                             | 17 370        |
| MRB   | Morumbi                       | São Paulo | Futura integração com a Linha 17-Ouro                                                    | 21 640        |
| GJT   | Granja Julieta                | São Paulo |                                                                                          | 11 970        |
| JOD   | João Dias                     | São Paulo |                                                                                          | 6 990         |
| SAM   | Santo Amaro                   | São Paulo | Integração gratuita com a Linha 5-Lilás                                                  | 85 910        |
| SOC   | Socorro                       | São Paulo |                                                                                          | 9 300         |
| JUR   | Jurubatuba                    | São Paulo |                                                                                          | 13 870        |
| AUT   | Autódromo                     | São Paulo |                                                                                          | 10 060        |
| INT   | Primavera–Interlagos          | São Paulo | Chamava-se apenas Interlagos até 2007                                                    | 15 210        |
| GRA   | Grajaú                        | São Paulo |                                                                                          | 45 090        |
| MVN   | Bruno Covas/Mendes–Vila Natal | São Paulo |                                                                                          | 32 050        |
| VAG   | Varginha                      | São Paulo | Em operação assistida; terá integração com o futuro Terminal Nova Varginha da SPTrans    | N/D           |

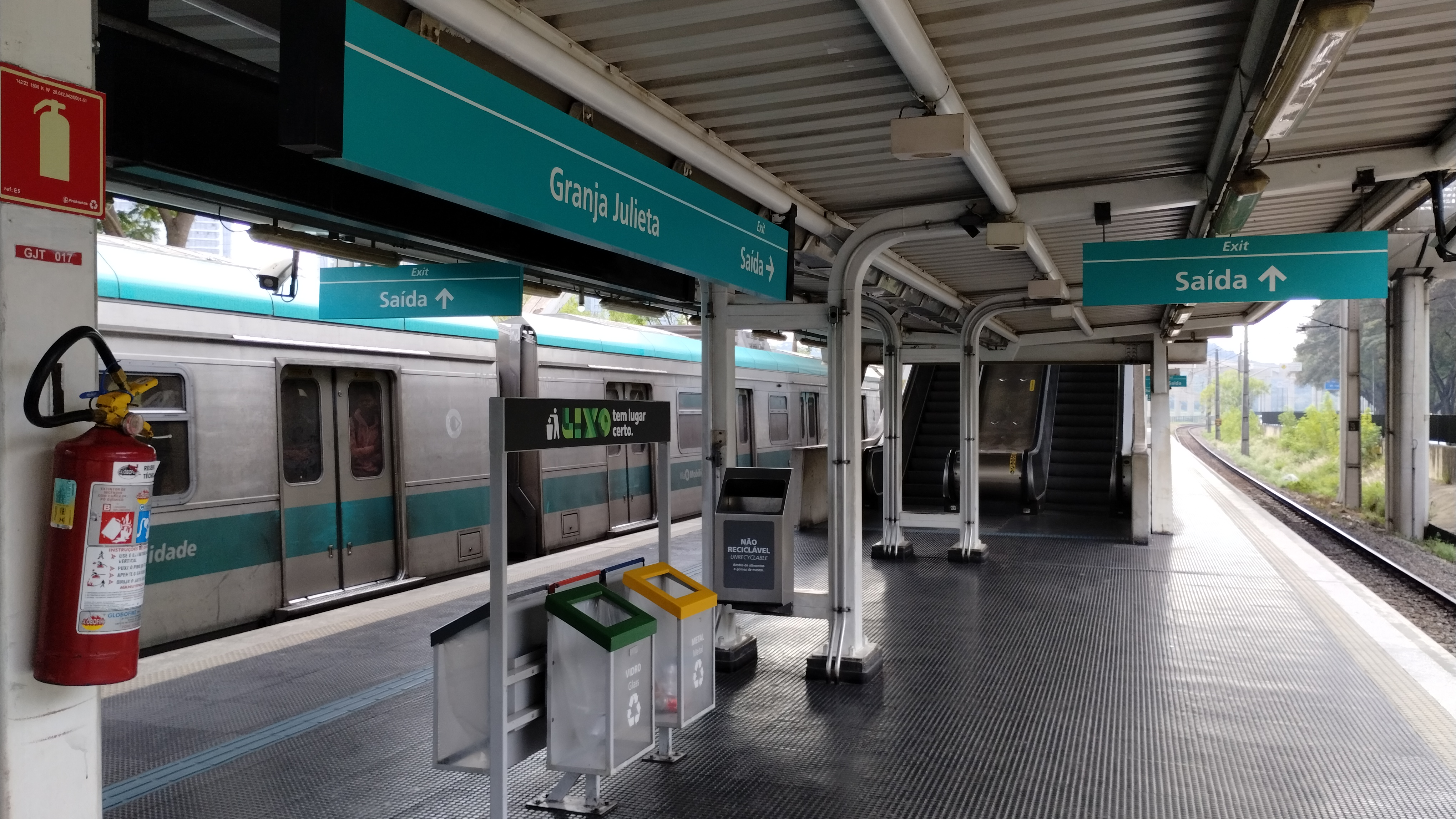
Estação Granja Julieta

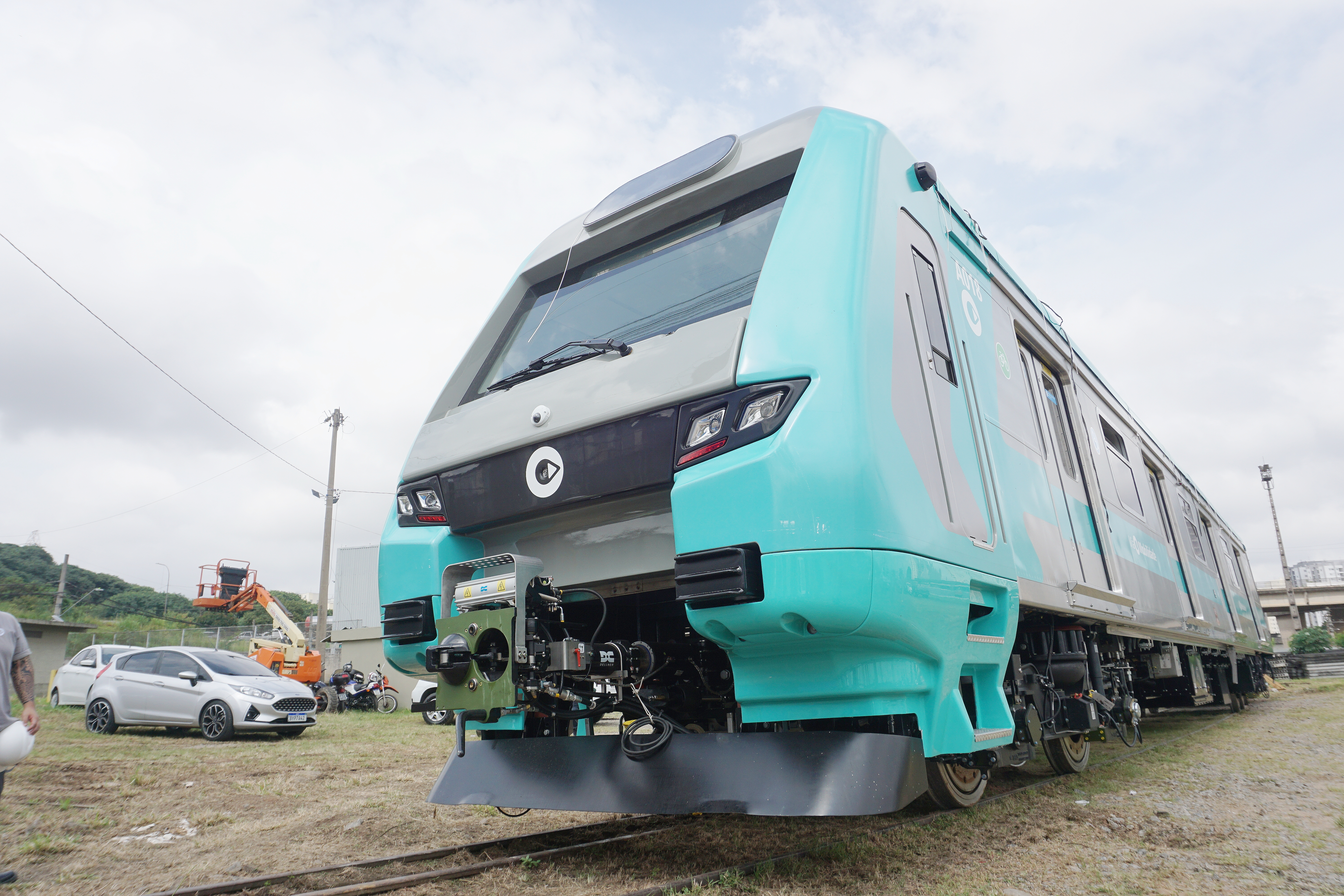
TUE Série 8900

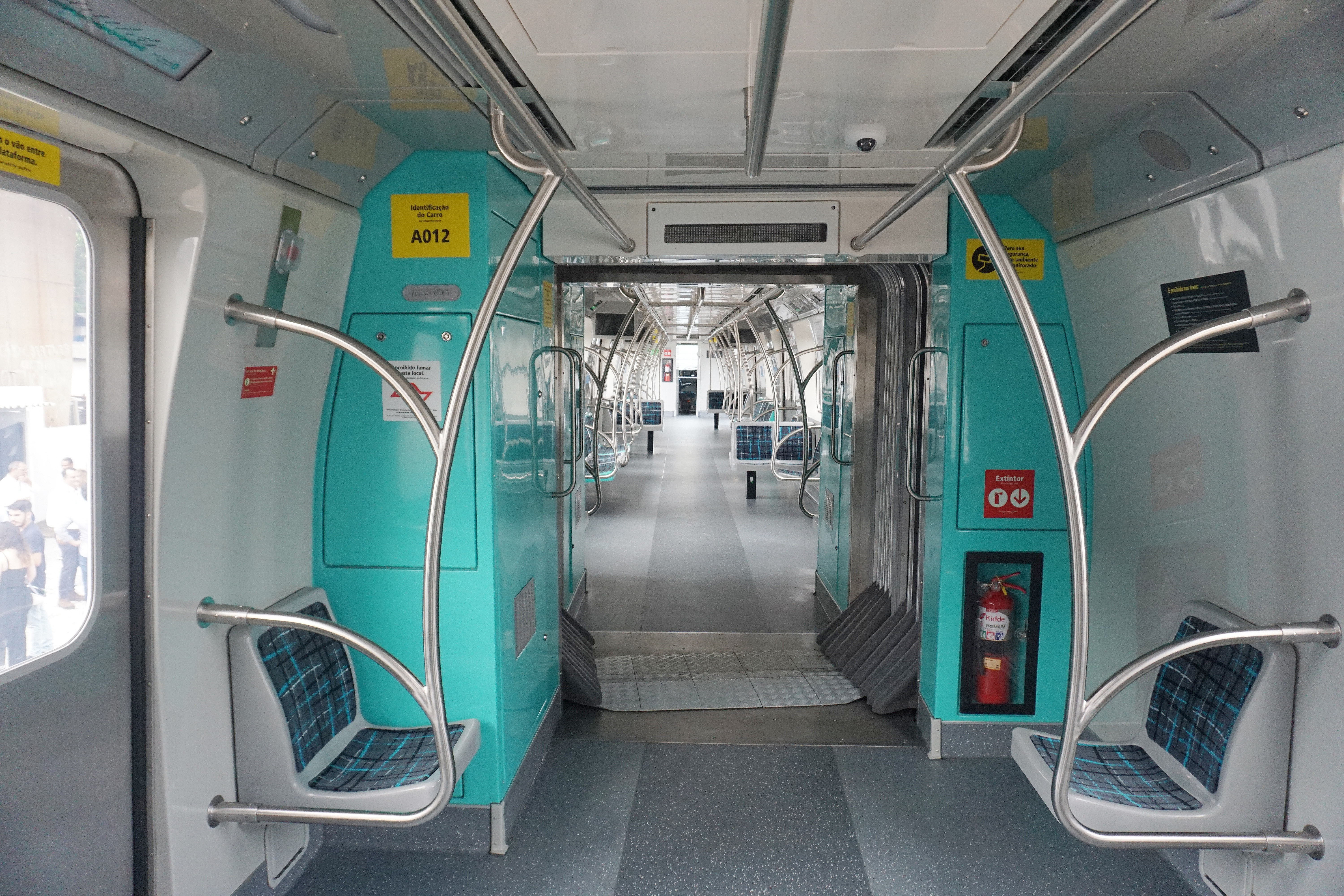
Interior de trem da série 8900

MDU = média de passageiros embarcados por dia útil em cada estação, desde o início do ano, atualizado mensalmente.

## Obras e projetos

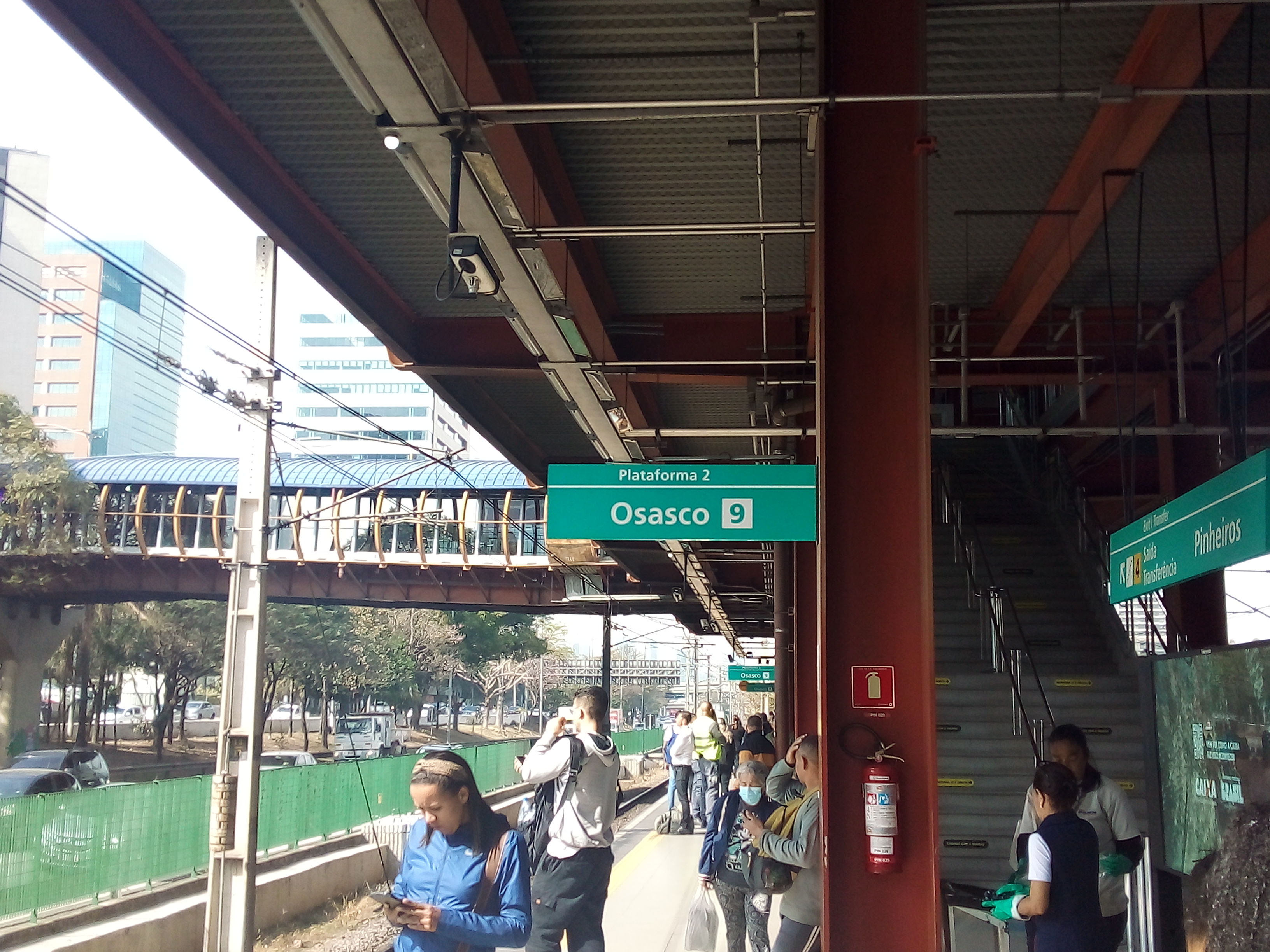
Integração com a Linha 4-Amarela, em Pinheiros

### Concessão das linhas 8 e 9
Em abril de 2016, a empresa Triunfo Participações e Investimentos S/A (TPI) apresentou uma Manifestação de Interesse Privado para uma PPP (parceria público-privada) envolvendo a concessão das linhas 8 e 9.
Em fevereiro de 2019, o Governo do Estado esperava iniciar o processo de concessão em maio.
Em 20 de abril de 2021, as linhas 8 e 9 foram concedidas para o consórcio ViaMobilidade, composto pelas empresas CCR (atual Motiva) e RUASinvest, com a concessão para operar a linha por trinta anos. O contrato de concessão foi assinado e a transferência da linha foi concluída em 27 de janeiro de 2022.

### Estações
Ao longo dos anos surgiram projetos para duas novas estações na Linha 9: João Dias e Pedreira.
A Estação João Dias foi um projeto surgido na década de 1980 durante o plano de remodelação do trem de metropolitano da Fepasa. Após a execução do plano na virada do Século XX para o XXI, a estação João Dias não foi construída. Em 2010, o projeto surgiu no Plano Diretor da CPTM (2010), prevista para ser construída no horizonte 2025, com média diária de usuários (MDU) de 8 119.
Em 2018, a construtora Brookfield Brasil erigiu um conjunto de edifícios empresariais chamado 17007 Nações, que abrigarão 10 mil pessoas, às margens da Linha 9 e da Marginal Pinheiros. Como contrapartida de impacto no tráfego por ser considerado um pólo gerador de tráfego, a Brookfield propôs a construção da estação João Dias, deixando uma área no terreno do empreendimento 17007 Nações para a construção do edifício do mezanino da futura estação. Em 1 de março de 2019, foi assinado um convênio entre a CPTM e a Brookfield (por meio de sua subsidiária Tegra) prevendo a doação do projeto da estação e de áreas necessárias para a mesma. O projeto previa a implantação da Estação João Dias entre as estações Granja Julieta e Santo Amaro. A mesma veio a ser inaugurada em 5 de novembro de 2021.
A Estação Pedreira é um projeto surgido no Plano Diretor da CPTM (2010), prevista para ser construída no horizonte 2025, com média diária de usuários (MDU) de 4 229. O projeto prevê a localização da Estação Pedreira entre as estações Jurubatuba e Autódromo, às margens da Ponte Jurubatuba, com o mezanino sendo construído em sua margem leste. Para ampliar o número de passageiros, o projeto prevê a implantação de um terminal de ônibus integrado à estação, ao lado da Avenida Interlagos (importante eixo viário da região). Ao contrário da Estação João Dias, já inaugurada, a Estação Pedreira não tem nenhuma movimentação no momento para ser implantada.

### Pátios
A CPTM e o Governo do Estado projetam um crescimento de demanda que obrigará a uma ampliação da frota da Linha 9. Atualmente, as linhas 8 e 9 dividem o Pátio Presidente Altino. Em 2013, foi apresentado o projeto de construção do Pátio Presidente Altino II. Com 30 mil m² de área e a um custo de 165 milhões de reais, o pátio terá blocos de oficinas, laboratório eletrônico, almoxarifados, tratamento de esgoto e resíduos industriais e blocos administrativos. As obras foram iniciadas em janeiro de 2013 e encontram-se paralisadas por falta de recursos. O Governo do Estado esperava conceder as linhas 8 e 9 e que a futura concessionária retomasse as obras como contrapartida contratual, além de que comprasse mais trens para a linha.
Outro pátio projetado para a Linha 9 é o Pátio Ceasa, cujas obras dependem da futura concessão das linhas 8 e 9.

### Sinalização
Em 2009, a CPTM contratou junto às empresas Alstom e Ansaldo STS a implantação do sistema de sinalização Automatic Train Operation para reduzir os intervalos da linha para até três minutos. Orçado em 169,9 milhões de reais, o projeto encontra-se paralisado por falta de recursos, embora 103,9 milhões (equivalentes a 61% do contrato) já tenham sido pagos pela CPTM.

### Energia
A ampliação da frota requer ampliação da potência instalada. Para isso, a CPTM projetou duas novas subestações, próximas das estações Socorro e Cidade Jardim. No entanto, as obras nem sequer saíram do papel (apesar de um grande canteiro ter sido montado ao lado da Estação Socorro). O Governo do Estado espera conceder as linhas 8 e 9 e que a futura concessionária retome as obras como contrapartida contratual.
Após a concessão, foi firmado contrato entre a ViaMobilidade e a Siemens, para, entre outros empreendimentos, a construção das subestações. Porém, o prazo para início de obras não foi divulgado.

## Arquitetura
| Estação                       | Projeto arquitetônico               | Ano  |
| ----------------------------- | ----------------------------------- | ---- |
| Osasco                        | Consórcio Engevix/Sofrerail         | 1976 |
| Presidente Altino             | Consórcio Engevix/Sofrerail         | 1976 |
| Ceasa                         | Consórcio Engevix/Sofrerail         | 1976 |
| Vila Lobos-Jaguaré            | Consórcio Engevix/Sofrerail         | 1976 |
| Pinheiros                     | Consórcio Engevix/Sofrerail         | 1976 |
| Santo Amaro                   | João Toscano                        | 1985 |
| Jurubatuba                    | João Toscano                        | 1985 |
| Hebraica-Rebouças             | Luiz Carlos Esteves                 | 1994 |
| Cidade Jardim                 | Luiz Carlos Esteves                 | 1994 |
| Vila Olímpia                  | Luiz Carlos Esteves                 | 1994 |
| Berrini                       | Luiz Carlos Esteves                 | 1994 |
| Morumbi                       | Luiz Carlos Esteves                 | 1994 |
| Granja Julieta                | Luiz Carlos Esteves                 | 1994 |
| Socorro                       | Luiz Carlos Esteves                 | 1994 |
| Autódromo                     | Luiz Carlos Esteves                 | 2005 |
| Primavera-Interlagos          | Luiz Carlos Esteves                 | 2005 |
| Grajaú                        | José Borelli Neto e Hercules Merigo | 2005 |
| Bruno Covas/Mendes–Vila Natal | Oficina do Desenho                  | 2016 |
| Varginha                      | Oficina do Desenho                  | 2016 |
| João Dias                     | KSM Arquitetos                      | 2019 |